# Bassivity Digital
Bassivity Digital, anciennement Bassivity Music (Bassivity preduzeće za muzičku produkciju d.o.o. Beograd) est un label discographique serbe de hip-hop, basé à Belgrade. Le label est fondé en 2001 lorsque les producteurs de hip-hop Vanja Ulepić et Relja Milanković Reksona du duo serbe V.I.P. fusionnent leurs studios avec la société de production/marketing Soulflower.

## Histoire

### Débuts et dissolution
Le producteur serbe Vanja Ulepić, mieux connu sous le nom d'Oneya, lance l'idée de fonder Bassivity vers 2000. Les premiers projets débutent en juin 2001, alors que Bassivity  n'était qu'une société de production et un studio où les chansons étaient enregistrées. A cette époque, l'équipe réunie autour d'Oneja était composée de Rexona et Ikac de V.I.P., Bad Copy, Shorty et Marcelo. Le 21 septembre 2001, Bassivity Music devient officiellement un label discographique et derrière la maison d'édition se trouvait l'agence de publicité Soul Flower, qui s'occupait du marketing et de la production vidéo et appartenait au frère de Rekson, Marko Milanković.
Le premier et unique album sorti sous les auspices de Bassivity en 2002 est celui du groupe V.I.P. (Ekipa stigla). Dès les débuts de Bassivity, ses interprètes se produisent non seulement sur le territoire de la Serbie, mais aussi dans la région, donc déjà en 2002, V.I.P. a eu une performance au festival de hip-hop Street Explosion en Slovénie. De plus, la même année, Marcelo a eu son premier concert à Tuzla, alors qu'il préparait son premier album au studio Basivita. L'album, intitulé De Facto, sort l'année suivante et se caractérise par le fait que, grâce à lui, Bassivity devient la première maison d'édition hip-hop de Serbie qui a coopéré non seulement avec des artistes du pays, mais aussi avec des artistes. dans tous les Balkans. Sur cet album, le groupe croate Elemental est invité sur la chanson Bekstvo, ainsi qu'Edo Majka et Frenki, de Bosnie-Herzégovine, sur les chansons Krem de la krem et Suze. La même année, en 2003, Oneja produit la compilation Bassivity Mixtape: Prvi put, qui présente V.I.P., Bad Copy, Juice, Struka, Shorty et d'autres. Cette année-là, Bassivity collabore avec Shorti (Umotvorine), le rappeur croate General Woo, qui, après la séparation du groupe Tram, sort son premier album solo, Takozvani, et la collaboration se réalise également avec un certain nombre de musiciens (Struka, Suid, Edo Majka, Lud, El Prezidente, Bookey MC, Target, Remi, Trial, X3M, Who See, Beton Liga, Ikac) sur l'album commun Ulice Vol. 1.
En 2005, en raison du succès et de la popularité croissants, les désaccords entre les musiciens commencent lentement à émerger, causant leur départ de Bassivity. Ces événements conduisent Bassivity à cesser ses activités en 2006.

### Retour
Grâce à la présence croissante d'Internet et à la pression des fans, le groupe V.I.P. décide de sortir son deuxième album en 2010. Cet album, publié sous le nom de Živa istina et édité par Bassivity et Maskom, représente le retour de Bassivity sur la scène serbe. Dix ans après la création de Bassivity Music, la maison d'édition change son nom pour Bassivity Digital en février 2010 et, dirigée par Relja Milanković, décide de revenir aux artistes serbes et commence à promouvoir et à connecter des artistes établis et de démos. de la région, en vendant et en téléchargeant de la musique, ouvre une station de radio Internet avec une programmation originale, ainsi qu'un multi-blog avec les dernières informations sur tous les aspects de la culture urbaine.
Plus tard, avec la popularité croissante de ce type de musique, les concerts se multiplient et, en 2019, ils organisent un concert au Hali sportova, ainsi que dans des festivals tels que Sea Dance et Exit. Dès le début du festival Exit à Novi Sad, Bassivity avait également ses représentants, notamment le Zero Exit en 2000, alors que Bassivity était encore en train de se créer. Depuis quelques années, les chanteurs de Bassivity se produisent régulièrement ensemble dans le cadre du Bassivity Showcase. Grâce à la popularité croissante de la musique hip hop en Serbie, Bassivity comptait en 2019 plus de 70 musiciens qui se sont produits à ce festival au sein du soi-disant gang Exit, parmi lesquels Fox, Surreal, Kukus, Senidah, Sara Jo, Elon, Bad Copy et d'autres. En plus d'Exit, il s'est également produit au festival Sea Dance.
En 2019, Bassivity, en collaboration avec Coca-Cola, arganise un concours intitulé Discovered by Coke, dont le but était de promouvoir de jeunes artistes, ainsi que de permettre au gagnant sélectionné de recevoir une chanson publiée par Bassivity . Les mentors des candidats étaient S.A.R.S, Sara Jo, Leon et Bojana Vunturišević, et les quatre finalistes ont enregistré une chanson avec leur mentor. Le gagnant de ce concours était Predrag Simić, qui, en plus de la chanson, a également reçu un clip vidéo, un contrat d'un an avec Bassivity et un prix en espèces.

## Discographie
- MCN — Ćelija 44 (2012)
- -{One Shot}- — -{One Shot Mixtape}- (2012)
- Ziplok — Sve ili ništa (2012)
- Struka — Noći Bugija / Opet tu EP (2012—2013)
- Bvanaman — Velkom tu Dzigi Taun (2013)
- Bvanomator 5000+ - Bvanomator 5000+ (2013)
- Sivilo - Tamna strana sreće (2013)
- -{Bassivity Music}- — Ulice vol. 2 (2013)
- Ajzi — Jači od smrti (2013)
- Cantwait — Lak na obaraču (2013)
- Žuti — Ko druka (2013)
- Furio Đunta — Lucidan potez / Instant harizma (2013—2014)
- Kendi aka Cantwait — Van dometa (2014)
- Eeva - Part of the Plan (2014)
- Brut — Ostrvo bez okeana (2014)
- -{Bassivity Music}- — Sveža krv vol.1 (2014)
- Rimski — Moj put -{Mixtape}- (2014)
- Sivilo — Ljeto kad su me krunisali (2015)
- Struka i Reksona — Totalna Kontrola (2015)
- Rimski — Hustle Grad EP (2015)
- Arafat — Zakuni se (2015)
- Struka — Poslednji Mohikanac EP (2015)
- Dada - Ni na nebu ni na zemlji (2016)
- Ana Nikolić — Labilna (2016)
- Kei — Minut (2017)
- -{Surreal}- – Sam u kući (2018)
- Mili i Surreal - Malo jači gas (2018)
- Klina - Pre noći (2018)
- -{I.N.D.I.G.O.}- – Season 1 (2018)
- -{I.N.D.I.G.O.}- – Season 2 (2019)
- Kukus Klan - Glupi tejp (2019)
- Elon - Nikad Satisfied (2019)
- MCN - 21 gram (2019)
- Senidah - Bez tebe[13] (2019)
- Juice - Hiphopium 4 (2020)
- Senidah - Za Tebe (2023)
- Bojana Vunturišević - Ljubav (2023)
- Sara Jo - Bez Kontrole (2023)